# Трамваи в Сараево
Трамвайната система в Сараево, столицата на Босна и Херцеговина, е единствената в страната.
Създадена е от JKP GRAS. Има 7 линии, чиято обща дължина е 22,9 км. Разстоянието между релсите е стандартното за Западна и Централна Европа от 1435 mm.

## Модели трамваи
| Илюстрация | Тип         | Модификации   |
| ---------- | ----------- | ------------- |
|            | Tatra K2    | Tatra K2YU    |
|            | Tatra KT8D5 | Tatra KT8D5SU |
|            | SGP E1      | SGP E1        |
|            | Satra II    | Satra_II      |
|            | Satra III   | Satra III     |